# Afrixalus quadrivittatus
Afrixalus quadrivittatus е вид земноводно от семейство Hyperoliidae. Видът е незастрашен от изчезване.

## Разпространение
Разпространен е в Бурунди, Габон, Демократична република Конго, Екваториална Гвинея, Етиопия, Камерун, Кения, Нигерия, Руанда, Танзания, Уганда, Централноафриканска република, Чад и Южен Судан.